# Proudita
La proudita és un mineral de la classe dels sulfurs (sulfosals). Fou anomenat l'any 1976 per W. G. Mumme en honor de Sir John Seymour Proud, un enginyer de mines i director de la Peko-Wallsend mining company, una empresa minera que explotà els dipòsits d'or de Tennant Creek, on va descobrir-se el mineral. En la primera publicació, el mineral fou anomenat wittita B.

## Característiques
La proudita és una sulfosal de fórmula química CuPb7.5Bi9.33(S,Se)22. Cristal·litza en el sistema monoclínic. La seva duresa a l'escala de Mohs és 2 a 2,5.
L'exemplar que va servir per a determinar l'espècie, el que es coneix com a material tipus, es troba conservat a la Universitat de Nova Anglaterra.
Segons la classificació de Nickel-Strunz, la proudita pertany a «02.JB: Sulfosals de l'arquetip PbS, derivats de la galena, amb Pb» juntament amb els següents minerals: diaforita, freieslebenita, marrita, cannizzarita, wittita, junoïta, neyita, nordströmita, nuffieldita, cosalita, weibul·lita, felbertalita, rouxelita, angelaïta, cuproneyita, geocronita, jordanita, kirkiita, tsugaruita, pillaita, zinkenita, scainiita, pellouxita, chovanita, aschamalmita, bursaita, eskimoita, fizelyita, gustavita, lil·lianita, ourayita, ramdohrita, roshchinita, schirmerita, treasurita, uchucchacuaita, ustarasita, vikingita, xilingolita, heyrovskýita, andorita IV, gratonita, marrucciïta, vurroïta i arsenquatrandorita.

## Formació i jaciments
Es troba en grans cossos de magnetita afectats per hidrotermalisme (Austràlia), sovint associada a or natiu, junoïta, heyrovskýita rica en seleni, krupkaïta i magnetita.